# Сіделья (Північна Кароліна)
Сіделья (англ. Sedalia) — місто (англ. town) в США, в окрузі Ґілфорд штату Північна Кароліна. Населення — 676 осіб (2020).

## Географія
Сіделья розташована за координатами 36°4′38″ пн. ш. 79°37′13″ зх. д. / 36.07722° пн. ш. 79.62028° зх. д. (36.077183, -79.620415).  За даними Бюро перепису населення США в 2010 році місто мало площу 5,42 км², з яких 5,41 км² — суходіл та 0,02 км² — водойми.

## Демографія
Згідно з переписом 2010 року, у місті мешкали 623 особи в 249 домогосподарствах у складі 182 родин. Густота населення становила 115 осіб/км².  Було 279 помешкань (51/км²).
Расовий склад населення:
| - 76,1 % — чорних або афроамериканців - 20,9 % — білих - 0,3 % — корінних американців - 0,2 % — азіатів |

До двох чи більше рас належало 2,4 %. Частка іспаномовних становила 1,8 % від усіх жителів.
За віковим діапазоном населення розподілялося таким чином: 17,7 % — особи молодші 18 років, 62,2 % — особи у віці 18—64 років, 20,1 % — особи у віці 65 років та старші. Медіана віку мешканця становила 47,5 року. На 100 осіб жіночої статі у місті припадало 97,2 чоловіків;  на 100 жінок у віці від 18 років та старших — 98,8 чоловіків також старших 18 років.
Середній дохід на одне домашнє господарство  становив 52 618 доларів США (медіана — 49 107), а середній дохід на одну сім'ю — 58 875 доларів (медіана — 63 068). За межею бідності перебувало 14,7 % осіб, у тому числі 18,8 % дітей у віці до 18 років та 14,2 % осіб у віці 65 років та старших.
Цивільне працевлаштоване населення становило 316 осіб. Основні галузі зайнятості: освіта, охорона здоров'я та соціальна допомога — 27,2 %, роздрібна торгівля — 14,9 %, виробництво — 12,0 %.